# Khu vực bầu cử của Ba Lan

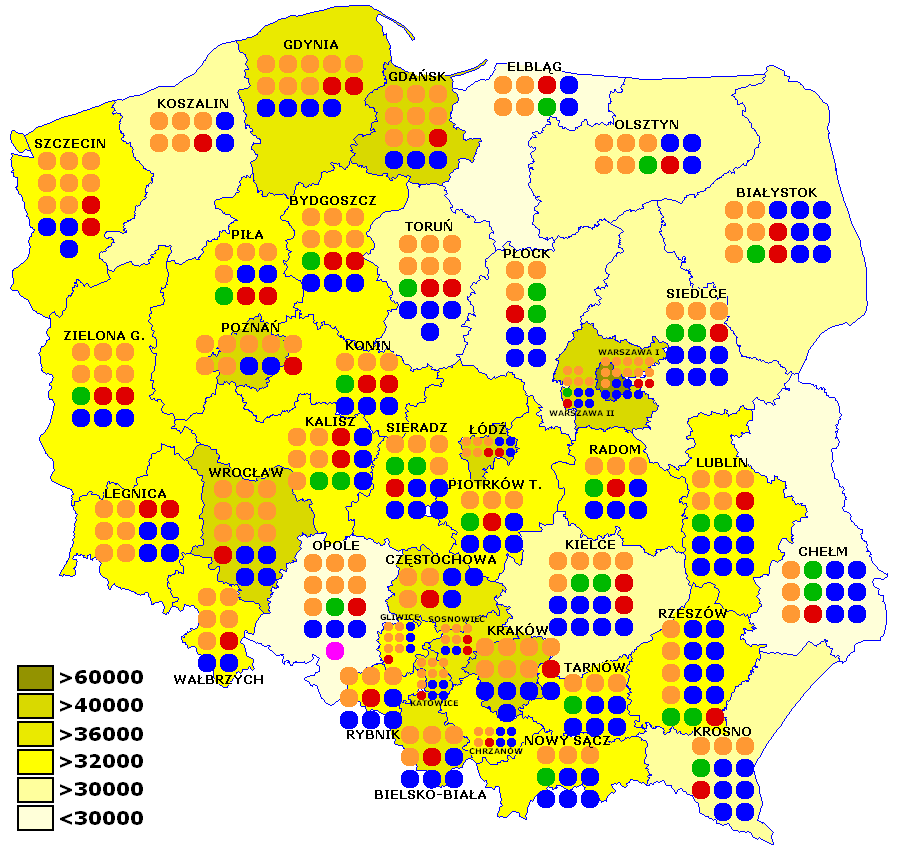
Số lượng phiếu được thực hiện bởi cử tri. Số cử tri tích cực trên 1 phiếu (bầu cử quốc hội Ba Lan, 2007)

Các khu vực bầu cử của Ba Lan (tiếng Ba Lan: okręg wyborczy) được định nghĩa bởi luật bầu cử Ba Lan. Các khu vực bầu cử có thể được phân chia tùy thuộc vào việc họ là các cá nhân hoặc các bộ phận của khu vực bầu cử lớn hơn liên quan đến bầu cử 1) quốc hội (Sejm) và Thượng viện 2) Văn phòng địa phương và 3) Nghị viện châu Âu. Mỗi huyện có một số nhiệm vụ được tính toán trên cơ sở dân số.

## Danh sách cử tri
| STT | Tên                  | Tỉnh                | Khu vực bầu cử châu Âu           | Quốc hội | Thượng viện |
| --- | -------------------- | ------------------- | -------------------------------- | -------- | ----------- |
| 24  | Białystok            | Podlaskie           | Podlaskie and Warmian-Masurian   | 14       | 3           |
| 27  | Bielsko-Biała        | Silesian            | Silesian                         | 9        | 2           |
| 4   | Bydgoszcz            | Kuyavian-Pomeranian | Kuyavian-Pomeranian              | 12       | 2           |
| 7   | Chełm                | Lublin              | Lublin                           | 12       | 3           |
| 12  | Chrzanów             | Lesser Poland       | Lesser Poland and Świętokrzyskie | 8        | 1           |
| 28  | Częstochowa          | Silesian            | Silesian                         | 7        | 2           |
| 34  | Elbląg               | Warmian-Masurian    | Podlaskie and Warmian-Masurian   | 8        | 2           |
| 25  | Gdańsk               | Pomeranian          | Pomeranian                       | 12       | 3           |
| 26  | Gdynia               | Pomeranian          | Pomeranian                       | 14       | 3           |
| 29  | Gliwice              | Silesian            | Silesian                         | 9        | 2           |
| 36  | Kalisz               | Greater Poland      | Greater Poland                   | 12       | 3           |
| 31  | Katowice             | Silesian            | Silesian                         | 12       | 3           |
| 33  | Kielce               | Świętokrzyskie      | Lesser Poland and Świętokrzyskie | 16       | 3           |
| 37  | Konin                | Greater Poland      | Greater Poland                   | 9        | 2           |
| 40  | Koszalin             | West Pomeranian     | Lubusz and West Pomeranian       | 8        | 2           |
| 13  | Kraków               | Lesser Poland       | Lesser Poland and Świętokrzyskie | 14       | 3           |
| 22  | Krosno               | Subcarpathian       | Subcarpathian                    | 11       | 2           |
| 1   | Legnica              | Lower Silesian      | Lower Silesian and Opole         | 12       | 3           |
| 6   | Lublin               | Lublin              | Lublin                           | 15       | 3           |
| 9   | Łódź                 | Łódź                | Łódź                             | 10       | 2           |
| 14  | Nowy Sącz            | Lesser Poland       | Lesser Poland and Świętokrzyskie | 10       | 2           |
| 35  | Olsztyn              | Warmian-Masurian    | Podlaskie and Warmian-Masurian   | 10       | 2           |
| 21  | Opole                | Opole               | Lower Silesian and Opole         | 12       | 3           |
| 38  | Piła                 | Greater Poland      | Greater Poland                   | 9        | 2           |
| 10  | Piotrków Trybunalski | Łódź                | Łódź                             | 9        | 2           |
| 16  | Płock                | Masovian            | Masovian                         | 10       | 2           |
| 39  | Poznań               | Greater Poland      | Greater Poland                   | 10       | 2           |
| 17  | Radom                | Masovian            | Masovian                         | 9        | 2           |
| 30  | Rybnik               | Silesian            | Silesian                         | 9        | 2           |
| 23  | Rzeszów              | Subcarpathian       | Subcarpathian                    | 15       | 3           |
| 18  | Siedlce              | Masovian            | Masovian                         | 12       | 3           |
| 11  | Sieradz              | Łódź                | Łódź                             | 12       | 3           |
| 32  | Sosnowiec            | Silesian            | Silesian                         | 9        | 2           |
| 41  | Szczecin             | West Pomeranian     | Lubusz and West Pomeranian       | 12       | 2           |
| 15  | Tarnów               | Lesser Poland       | Lesser Poland and Świętokrzyskie | 9        | 2           |
| 5   | Toruń                | Kuyavian-Pomeranian | Kuyavian-Pomeranian              | 13       | 3           |
| 19  | Warsaw I             | Masovian            | Warsaw                           | 20       | 4           |
| 20  | Warsaw II            | Masovian            | Warsaw                           | 12       | 2           |
| 2   | Wałbrzych            | Lower Silesian      | Lower Silesian and Opole         | 8        | 2           |
| 3   | Wrocław              | Lower Silesian      | Lower Silesian and Opole         | 14       | 3           |
| 8   | Zielona Góra         | Lubusz              | Lubusz and West Pomeranian       | 12       | 3           |